# Kebba F. Singhateh
Kebba Famara Singhateh (* 1954 in Saba; † 26. November 2021) war ein Politiker und Diplomat im westafrikanischen Staat Gambia.

## Leben
| Parlamentswahl | Stimmen | Stimmanteil      |
| -------------- | ------- | ---------------- |
| 1972           | 569     | 14,22 %          |
| 1977           | n/a     | nicht angetreten |
| 1982           | 2.012   | 46,01 %          |
| 1987           | 2.124   | 43,05 %          |
| 1992           | 2.340   | 46,98 %          |
| 1997           | n/a     | nicht angetreten |
| 2002           | n/a     | nicht angetreten |
| 2007           | 2.358   | 46,65 %          |
| 2012           | 2.855   | 44,15 %          |

Singhateh schloss 1970 die Gambia High School ab, bevor er sich an der Gambia School of Nursing and Midwifery einschrieb, um ein staatlich geprüfter Krankenpfleger zu werden. 1974 studierte er Pharmakologie am Hauptkrankenhaus, dem damaligen RVH, und im darauffolgenden Jahr erhielt er ein Stipendium zum Studium der russischen Sprache am Ersten Leningrader Medizinischen Institut in der Sowjetunion, dass er 1977 abschloss. Er besitzt einen Master-Abschluss in Politikwissenschaft von der Staatliche Universität Sankt Petersburg.
Singhateh trat bei den Parlamentswahlen 1972 als Kandidat der United Party (UP) im Wahlkreis Lower Baddibu an. Er unterlag mit 14,22 % der Stimmen den Kandidaten der People’s Progressive Party (PPP) Kalilou F. Singhateh und den parteilosen Kandidaten Foday A. K. Makalo. Bei den folgenden Parlamentswahlen 1977 trat Singhateh nicht an und Makalo, der inzwischen der National Convention Party (NCP) beigetreten war, gewann den Wahlkreis. Vor den Parlamentswahlen 1982 trat Singhateh in der PPP ein, er erreichte 46,01 % der Stimmen hinter Makalo. Bei den Parlamentswahlen 1987 konnte er auch 43,05 % der Stimmen erreichen und blieb zweitplatzierter hinter Makalo. Bei den folgenden Parlamentswahlen 1992 trat Singhateh erneut im Wahlkreis an, die NCP nominierte aber diesmal Majanko Samusa für diesen Wahlkreis. Singhateh unterlag Samusa mit 46,98 % der Stimmen und konnte den Wahlkreis nicht gewinnen. Bei den folgenden Parlamentswahlen 1997 und nach dem Putsch in Gambia 1994 von Yahya Jammeh und Verbot der PPP betätigte sich Singhateh vorerst nicht aktiv politisch. Vor den Parlamentswahlen in Gambia 2007 trat Singhateh der United Democratic Party (UDP) bei und unterlag diesmal mit 46,65 % der Stimmen Abdoulie Suku Singhateh von der Alliance for Patriotic Reorientation and Construction (APRC). Erneut trat er im Wahlkreis bei den Parlamentswahlen 2012 gegen Abdoulie Suku Singhateh an und unterlag mit 44,15 % der Stimmen.
Er war 2016 eine prominente Persönlichkeit im Prozess (als parteiloser), der zur Bildung der Coalition 2016 führte. Die dann mit ihrem Präsidentschaftskandidaten Adama Barrow die Präsidentschaftswahl 2016 gewannen. Singhateh trat bei den Parlamentswahlen 2017 nicht an.
Von Präsident Barrow wurde er in den Auswärtigen Dienst versetzt und wurde zunächst zum ersten Sekretär der Moskauer Mission ernannt, bevor er im Mai 2021 zum stellvertretenden Missionsleiter der gambischen Botschaft in Moskau (Russland) befördert wurde und Yankuba Saidy ablöste. Er starb im November 2021 auf dem Rückflug von Moskau über Istanbul nach Gambia im senegalesischen Luftraum.